# Тенген
Тенген (нем. Tengen) — город в Германии, в земле Баден-Вюртемберг.
Подчинён административному округу Фрайбург. Входит в состав района Констанц. Население составляет 4602 человека (на 31 декабря 2010 года). Занимает площадь 61,98 км². Официальный код — 08 3 35 080.

## Достопримечательности
- Старый город Тенгена с позднесредневековыми городскими воротами
- Замок Тенген
- Католическая приходская церковь св. Лаврентия (барокизированная позднероманская церковь)
- Католическая капелла св. Антония (XIV в., барокизирована)
- Замок Блюменфельд в районе Блюменфельд
- Старый город Блюменфельда с городскими воротами XVII в.

## Галерея

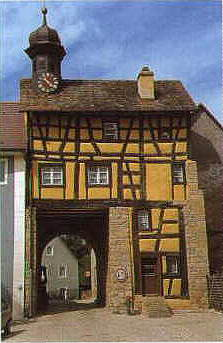
Городские ворота в Тенгене
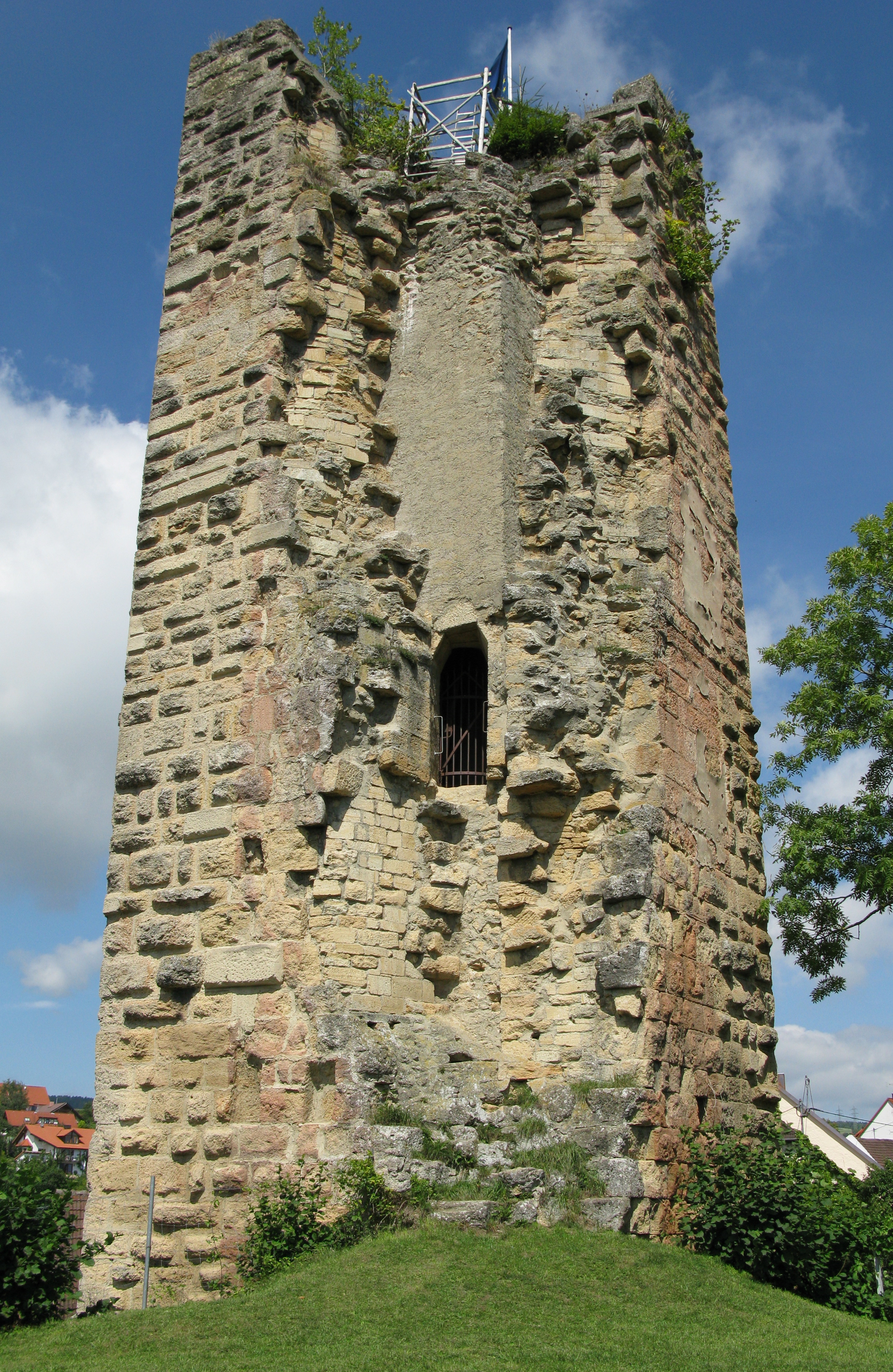
Руины замка Тенген. Бергфрид
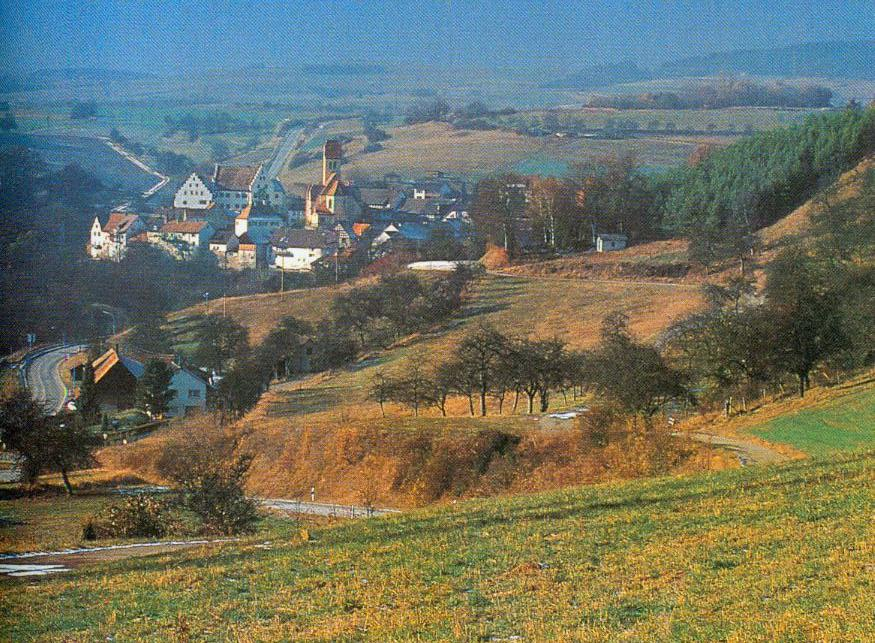
Общий вид на Блюменфельд (1990 г.)
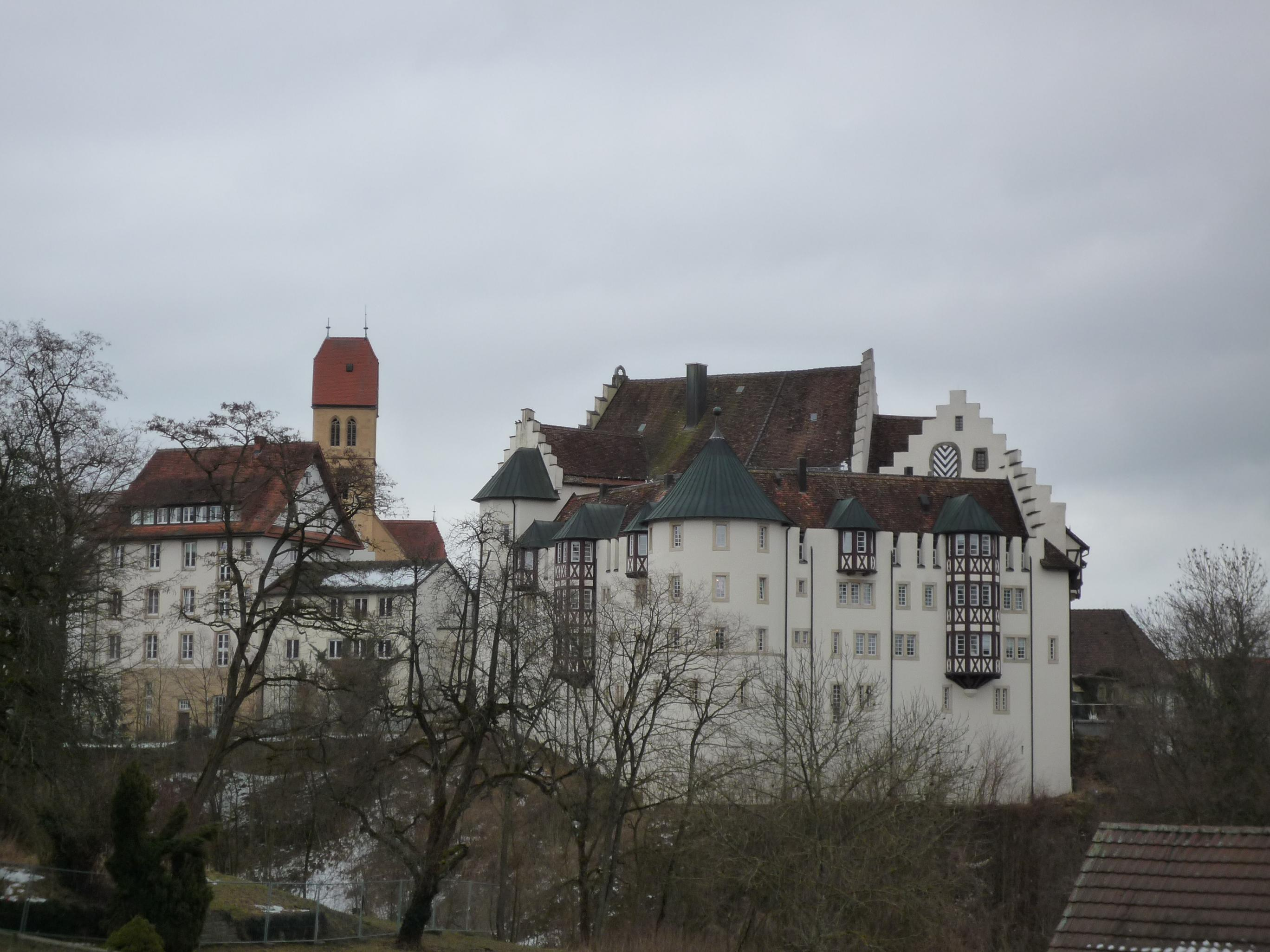
Замок Блюменфельд